# Friedrich Wilhelm von Eisenberg
Friedrich Wilhelm von Eisenberg (1685–1764), auch genannt Friedrich Wilhelm Baron Reis de’ Eisenberg, war ein deutscher Reit- und Stallmeister, der bedeutende Fachliteratur verfasste und bemerkenswerte Illustrationen dazu schuf.

## Leben
Seine Jugend verbrachte er als Reiter im Dienst von Sachsen-Weimar-Eisenach. Dann lebte er sechs Jahre in Neapel, wo er zeitweise Reit- und Stallmeister am Hof des Vizekönigs von Neapel, Wirich Philipp von und zu Daun, war. Danach ging er nach Wien, wo er unter dem Stallmeister der Hofreitschule, Johann Christoph Regner, Edler von Regenthal, lernte und von diesem entscheidend geprägt wurde, und wo er Reitlehrer des späteren Kaisers Franz I wurde.  Danach ging von Eisenberg für einige Jahre nach England, wo er 1727 das Buch The Art of Riding a Horse veröffentlichte, das zu einem Standardwerk wurde und im Lauf der Jahrzehnte in mehreren Sprachen erschien. Ebenfalls in England fertigte er 55 Gouachen an, die Lektionen der Hohen Schule, ausgeführt von Henry Herbert, 10. Earl of Pembroke, zeigten. Diese Gouachen sind heute noch Bestandteil der Sammlung des Wilton Houses.
Von Eisenberg kehrte dann in Habsburgische Lande zurück und stand der Reitschule Pisa im Großherzogtum Toskana vor. 1753 veröffentlichte er in Florenz ein zweisprachiges (Italienisch, Französisch) Buch gegen die Rosstäuscherei, das posthum 1780 vom sächsischen Reit- und Stallmeister Johann Friedrich Rosenzweig in Deutsch und mit dessen Zusätzen herausgebracht wurde.

## Schriften
- Description du Manége Moderne, dans sa perfection, expliqué par des leçons necessaires, et representé par des figures exactes, depuis l’assiette de l’homme à cheval jusqu’à l’arrest accompagné aussi de divers mords pour bien brider les chevaux, ecrit et dessiné par le baron d’Eisenberg, et gravé par B. Picart. London, 1727.
- Dictionnaire des Termes du manége Moderne, Pour servir de Supplément à l’Art de Monter a Cheval. 1747.
- La perfezione e i difetti del cavallo / Antimaquignonage, pour éviter la surprise dans l’emplette des chevaux. Florenz, 1753.
  - Deutsche Übersetzung: Des Herrn Baron von Eisenberg entdeckte Roßtäuscherkünste zur Vermeidung von Betrügereien bey dem Pferdekaufen, mit Anmerkungen, Erläuterungen und Zusätzen von Johann Friedrich Rosenzweig. Leipzig 1780.